# Bucky McConnell
Paul Joseph McConnell, detto Bucky (1º luglio 1928 – 1º aprile 2019), è stato un cestista statunitense, professionista nella NBA.